# إبراهيم المحواشي
إبراهيم المحواشي المعروف في الساحة الرياضية بـإبراهيم الشاب والذي يكنّى أيضا في الأوساط القريبة منه بـبرهوم، ولد بالحي الشعبي المعروف بحي الحلفاوين بتونس العاصمة  يوم 24 أفريل 1924، وتوفي بها يوم 4 جويلية/تموز 2008، ودفن في اليوم الموالي بمقبرة الجلاز، هو ملاكم وصحفي ومسيّر رياضي ومؤرخ للرياضة التونسية.

## الرياضي
مارس إبراهيم المحواشي أكثر من رياضة، وبرز خاصة في الملاكمة. ولكنه قبل ذلك بدأ بممارسة رياضة سباق الدراجات، وشارك في بطولة المبتدئين وتمكن عام 1941 من الإحراز على الرتبة الرابعة عشرة ، كما شارك في مسابقات أخرى متنوعة في سباق الدراجات، وفاز ببعضها. ثم ما لبث أن انجذب إلى رياضة الملاكمة منخرطا في نادي الملاكمة بتونس، وأحرز في هذه الرياضة على عدد من الألقاب على المستويين المحلي والإفريقي. إذ وصل عام 1945 إلى نهائي بطولة تونس في الوزن الخفيف، غير أن المتراهنين -وهو أحدهما- كانا صديقين فلم لم يجريا المقابلة، فوقع حجب البطولة تلك السنة. وفي 21 أكتوبر 1946 تغلّب على الجزائري محمد توجين الذي كان آنذاك بطل شمال أفريقيا. وفي عام 1947 أصبح بطل تونس للمحترفين في الوزن الخفيف وحافظ على لقبه إلى عام1951، حيث فاز على الصادق البحري عام 1950 وكيد ألدو (Kid Aldo) عام 1951 والرزقي بن صالح عام 1954. أما على الصعيد الشمال إفريقي، فقد تمكن بعد إحرازه على بطولة تونس من مواجهة الجزائري محمد توجين من جديد في سبيل التتويج ببطولة شمال إفريقيا، وهو ما حصل عليه بعد انتصاره في المقابلة الفاصلة بينهما. وهاجر بعد ذلك إلى فرنسا حيث فاز خاصة على روبار ناز (Robert Naze) وروجي جوليان (Roger Jullien). وشارك كتونسي في ألعاب البحر الأبيض المتوسط التي انتظمت بالإسكندرية عام 1951، وقام خلالها بإيصال صوت بلاده وكفاحها من أجل الاستقلال. وعلى أية حال فقد بقي محتفظا بلقبه الشمال إفريقي إلى حدود عام 1953. وقد غادر حلبة الملاكمة كملاكم عام 1954، بعد أن انهزم أمام بيل جو (Bill Jo) يوم 13 جوان من تلك السنة، وكان آنذاك في الثلاثين من عمره، ولكنه لم يترك رياضة الملاكمة، إذ تحول إلى التدريب، وأصبح ممرّنا وطنيا، وبالإضافة إلى ذلك أصبح مسيّرا من خلال عضويته في الجامعة التونسية للملاكمة.

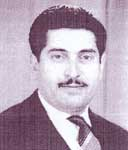
عزوز الرباعي

وبعد حصول تونس على استقلالها عام 1956، وقع إلحاقه بـوزارة الشباب والرياضة، حيث عُيّن رئيس ديوان الوزير، في فترة توليها من قبل عزوز الرباعي ، وقد برز في تلك الفترة ومنذ 1957 عدد من الملاكمين الأبطال مثل أحمد أمين والهادي عثمان وحمادي الحبيب ، إلا أن إبراهيم المحواشي اشتهر بعد ذلك أكثر في ميدان الصحافة الرياضية، ربما بصفة أوسع من اشتهاره في ممارسة الملاكمة.

## الصحفي الرياضي
عرف إبراهيم المحواشي في الميدان الإعلامي بكونه ذاكرة الألعاب الفردية، وأنه موسوعة في رياضة الملاكمة بصفة خاصة ، كما أنه يعتبر أحد رواد الصحافة الرياضية بتونس ، وقد قام بتغطية العديد من التظاهرات والمقابلات الرياضية على المستويات الإقليمية والقارية والدولية لعدة عقود طويلة. وقد بدأ مشواره كصحفي رياضي في الخمسينات وذلك بالتعليق على بعض المقابلات في الملاكمة لفائدة صحيفة تونس سوار أي تونس المسائية. وبعد الاستقلال استقدمه الحبيب شيخ روحه مدير ومؤسس جريدة الصباح اليومية ليعمل في ركن الرياضة  وكان يمضي باسم برهوم أو الطائر الحاكي 
ليستمر بها حوالي العشرين سنة، وكان قبل ذلك عمل في ركن الرياضة أيضا بجريدة العمل لسان حال الحزب الحزب الحر الدستوري الجديد الحاكم في تونس، وكذا بالصفحات الرياضية لجريدة الشعب لسان حال المنظمة النقابية الاتحاد العام التونسي للشغل ، وفي نفس الوقت عمل معلقا رياضيا بكل من مؤسستي الإذاعة والتلفزة التونسيتين  حيث نقل للجمهور التونسي العديد من الأحداث الوطنية والعالمية ، ومن بينها مقابلات الملاكم محمد علي كلاي في السبعينات ، وكان في عصره من أبرز المعلقين الرياضيين إلى جانب آخرين من بينهم الطاهر مبارك  وعبد المجيد المسلاتي  ومحمد بوغنيم.

## أنشطة أخرى
إلى جانب الرياضة، دخل إبراهيم المحواشي ميدان المسرح والتمثيل، إذ كان من بين 26 ممثلا اختيروا لتكوين فرقة بلدية مدينة تونس عام 1953 بقيادة زكي طليمات ومحمد عبد العزيز العقربي ، وتدرب بالفعل على مسرحية «صقر قريش» لمحمود تيمور. وفي هذه الفترة نصح غيره بالانضمام إلى فرقة بلدية تونس للمسرح 

## وسام
حاصل على الصنف الثالث من الوسام الوطني للاستحقاق في قطاعي الشباب والرياضة.

## مرجع
- Boxeur Tunisien (Boxe Anglaise): Young Perez, Brahim Mahouachi, Sadok Omrane, Sadok Bahri, Taoufik Belbouli,Tahar Belhassen : Editeur : Books -LLC 1 août 2010

## وصلات خارجية
- إبراهيم المحواشي على موقع بوكس ريك (الإنجليزية) (registration required)

1. 1 2 3  برهوم [وصلة مكسورة] نسخة محفوظة 26 يناير 2020 على موقع واي باك مشين.
2. 1 2 3 4  وفاة المحواشي نسخة محفوظة 13 مارس 2016 على موقع واي باك مشين.
3. ↑  Un pionnier du journalisme sportif tunisien نسخة محفوظة 13 مارس 2020 على موقع واي باك مشين.
4. 1 2  Boxe/ La soirée des souvenirs نسخة محفوظة 07 أبريل 2016 على موقع واي باك مشين.
5. ↑  السيد رافع دخيل يشرف على موكب تأبين الاعلامي الراحل إبراهيم المحواشي نسخة محفوظة 12 سبتمبر 2008 على موقع واي باك مشين.
6. 1 2  غادرنا الطائر الحاكي إلى الأبد إبراهيم المحواشي في ذمّة اللّه [وصلة مكسورة] نسخة محفوظة 26 يناير 2020 على موقع واي باك مشين.
7. ↑  المرحوم إبراهيم المحواشي من مؤسسي الشعب الرياضي كذلك [وصلة مكسورة] نسخة محفوظة 26 يناير 2020 على موقع واي باك مشين.
8. ↑  Hommage à Barhoum[وصلة مكسورة] "نسخة مؤرشفة". مؤرشف من الأصل في 2020-03-13. اطلع عليه بتاريخ 2020-05-26.{{استشهاد ويب}}:  صيانة الاستشهاد: BOT: original URL status unknown (link)
9. ↑  Décès de Brahim Mahouachi, pionnier du journalisme sportif tunisien نسخة محفوظة 13 مارس 2016 على موقع واي باك مشين.
10. ↑  Hommage à Tahar M’barek نسخة محفوظة 4 فبراير 2010 على موقع واي باك مشين.
11. ↑  Tahar Mbarek: la voix d'or du foot s'éteint [وصلة مكسورة] نسخة محفوظة 26 يناير 2020 على موقع واي باك مشين.
12. ↑  فرقة مدينة تونس للمسرح: ذاكرة المسرح التونســــي ... وصراع طويل مع المجالس البلدية [وصلة مكسورة] نسخة محفوظة 11 نوفمبر 2011 على موقع واي باك مشين.
13. ↑  الهمــــس الصاخــــب: صقر قريش في تونس، شهادة نور الدين صمود [وصلة مكسورة] نسخة محفوظة 26 يناير 2020 على موقع واي باك مشين.
14. ↑  Les pionniers du théâtre et de la TV en Tunisie نسخة محفوظة 6 مارس 2016 على موقع واي باك مشين. [وصلة مكسورة]